# Zdeněk Hába
Zdeněk Hába (* 25. října 1929 Príkra) byl český ekonom a politik, po sametové revoluci československý poslanec Sněmovny lidu Federálního shromáždění za KSČM.

## Biografie
Narodil se obci Príkra na Slovensku u Bardejova. Působil jako ekonom. Zabýval se teorií socialistické ekonomie. V roce 1988 se spolu s dalšími odborníky podílel na vypracování důvěrné analýzy o problémech ekonomiky ČSSR, která pak byla použita jako podklad pro přípravu mimořádného sjezdu KSČ v prosinci 1989 i v polistopadové KSČM. Byl tehdy vědeckým pracovníkem v Ekonomickém ústavu ČSAV a členem-korespondentem ČSAV. V této době doporučoval posílení podnikové samosprávy, částečně ovlivněné jugoslávským modelem.
Ve volbách roku 1992 byl za KSČM, respektive za koalici Levý blok, zvolen do Sněmovny lidu. Ve Federálním shromáždění setrval do zániku Československa v prosinci 1992. Od 90. let se zapojoval do teoretických debat v českém komunistickém hnutí. V roce 1993 podpořil změnu názvu KSČM odstraněním slova komunistická. V roce 2003 se v rámci KSČM vyslovil pro podporu vstupu České republiky do Evropské unie.